# Miguel Torres (Santa Fe)
Miguel Torres es una localidad argentina de la provincia de Santa Fe, perteneciente al departamento General López. Habitualmente es denominada Cora, por el antiguo nombre de su estación de ferrocarril.

## Población
Cuenta con 427 habitantes (Indec, 2010), lo que no representa cambios frente a los 427 habitantes (Indec, 2001) del censo anterior.
| Gráfica de evolución demográfica de Miguel Torres entre 1991 y 2010 |
|                                                                     |
| Fuente: Censos nacionales del INDEC                                 |